# 大江和彦
大江 和彦（おおえ かずひこ、1959年 - ）は、日本の医学者。東京大学大学院医学系研究科教授、医師、医学博士。

## 略歴
- 1984年 東京大学医学部医学科卒業
- 1989年 東京大学病院中央医療情報部(現企画情報運営部)助手
- 1991年 東京大学より医学博士の学位を取得、論文の題は「Knowledge Representation of Neuroanatomy to Support Physicians′ Spatial Reasoning -Toward Intelligent Atlas-(医師の空間的推論を支援するための神経解剖学の知識表現 -Intelligent Atlasに向けて-)」[1]。
- 1997年 東京大学大学院医学系研究科教授

## 専門分野
電子カルテシステム・医療用語の標準化・医学オントロジー